# Orangestjärnig flugsnappare
Orangestjärnig flugsnappare (Ficedula strophiata) är en asiatisk fågel i familjen flugsnappare inom ordningen tättingar.

## Utseende och läte
Orangestjärnig flugsnappare är en liten till medelstor (13-14,5 cm) skogslevande flugsnappare med en roströd fläck på bröstet och vita sidor på de yttre stjärtpennornas innerdel likt mindre flugsnappare. Ovansidan är mörkbrun, undersidan grå, mot buken beige. Ansiktet är tydligt tecknat med brun hjässa, svart strupe och vit panna, inte helt olikt rödstjärten. Honan är en blekare version av hanen. Ungfågeln har orangebeige fläckar på ovansidan samt den karakteristiska stjärtteckningen. Sången är ett tunt och jämnt "zwi-chirr rri".

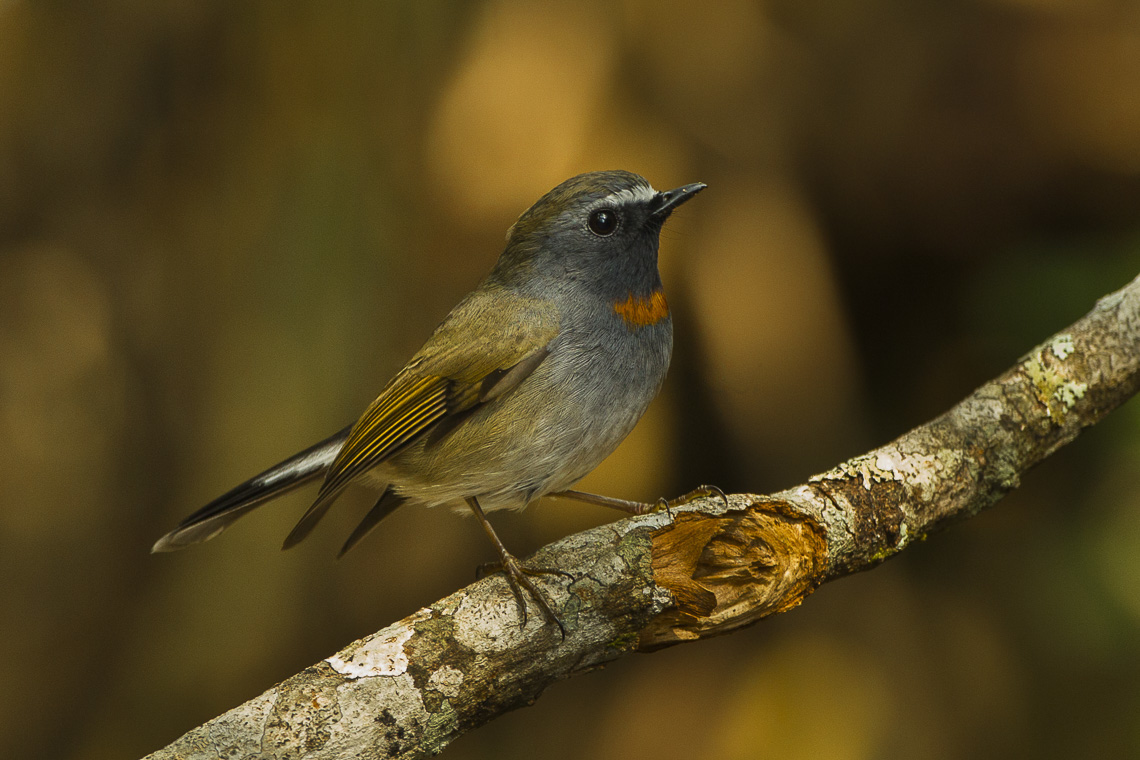

## Utbredning och systematik
Orangestjärnig flugsnappare delas in i två underarter med följande utbredning:
- Ficedula strophiata strophiata – förekommer i Himalaya till södra Kina och norra Thailand, flyttar till norra Indokina
- Ficedula strophiata fuscogularis – förekommer i södra Laos (Langbianplatån)

Tillfälligt har fågeln påträffats i Hong Kong och 2014 gjordes första fyndet i Pakistan.

## Levnadssätt
Orangestjärnig skogsflugsnappare förekommer i olika sorters skog som tät eller öppen löv- och blandskog, men även i igenväxande ungskog. Där födosöker den enstaka eller i par i undervegetationen, tillfälligtvis på marken eller uppe i träden, efter bland annat små ryggradslösa djur. Fågeln häckar mellan april och juni. Den bygger ett skålformat bo av mossa, rötter och växtdelar som placeras tre till sex meter upp i ett träd eller på marken. Däri lägger den tre till fyra ägg.

## Status och hot
Arten har ett stort utbredningsområde och en stor population med stabil utveckling och tros inte vara utsatt för något substantiellt hot. Utifrån dessa kriterier kategoriserar internationella naturvårdsunionen IUCN arten som livskraftig (LC). Världspopulationen har inte uppskattats men den beskrivs som vanlig och vida spridd i centrala och östra Himalaya, fåtalig i västra Himalaya, ovanlig i Nagaland och Kina, ganska vanlig till vanlig i västra och norra Myanmar samt en sällsynt besökare utanför häckningstid till Bangladesh.